# Anthem of the Sun
Anthem of the Sun es el segundo álbum de estudio de la banda estadounidense Grateful Dead, lanzado en 1968. Es el primer álbum en el que participa el baterista Mickey Hart, quien se unió a la banda en septiembre de 1967. En el 2003, el álbum fue puesto en la ubicación Nro. 287 en la lista de los 500 grandes álbumes de todos los tiempos de la revista Rolling Stone.

## Lista de canciones
| N.º | Título | Duración |  |
| 1.  | «That's It for the Other One» (Jerry Garcia, Bill Kreutzmann, Phil Lesh, Ron McKernan, Bob Weir, Tom Constanten) - I. Cryptical Envelopment (Garcia) - II. Quodlibet for Tenderfeet (Garcia, Kreutzmann, Lesh, McKernan, Weir) - III. The Faster We Go, the Rounder We Get (Kreutzmann, Weir) - IV. We Leave the Castle (Constanten) | 7:40     |  |
| 2.  | «New Potato Caboose» (Lesh, Robert Petersen) | 8:26     |  |
| 3.  | «Born Cross-Eyed» (Weir) | 2:04     |  |
| 4.  | «Alligator» (Lesh, McKernan, Robert Hunter) | 11:20    |  |
| 5.  | «Caution (Do Not Stop on Tracks)» (Garcia, Kreutzmann, Lesh, McKernan, Weir) | 9:37     |  |
| 6.  | «Alligator (live)» | 18:43    |  |
| 7.  | «Caution (Do Not Stop on Tracks) (live)» | 11:38    |  |
| 8.  | «Feedback (live)» | 6:58     |  |
| 9.  | «Born Cross-Eyed (single version)» | 2:55     |  |

Notas
1. 1 2 3  Grabado el 23 de agosto de 1968

## Personal
Grateful Dead
- Jerry Garcia – voz, guitarra
- Tom Constanten – piano
- Mickey Hart – batería, percusión
- Bill Kreutzmann – batería
- Phil Lesh – bajo
- Ron "Pigpen" McKernan – órgano
- Bob Weir – guitarra, voz

## Posicionamiento
| Listas               | Posición |
| -------------------- | -------- |
| Billboard Pop Albums | 87       |